# جديدة المنزلة
قرية جديدة المنزلة هي إحدى القرى التابعة لمركز المنزلة في محافظة الدقهلية في جمهورية مصر العربية.

## التاريخ
قرية جديدة المنزلة من القرى القديمة، حيث وردت باسم «الجديدة» وتعرف أيضًا باسم «أم رضوان» في أعمال الدقهلية والمرتاحية ضمن قرى الروك الناصري التي أحصاها ابن الجيعان في كتاب «التحفة السنية بأسماء البلاد المصرية». وفي العصر العثماني وردت باسم «الجديدة» في التربيع العثماني الذي أجراه الوالي العثماني سليمان باشا الخادم في عصر السلطان العثماني سليمان القانوني ضمن قرى ولاية الدقهلية، وفي تاريخ 1228هـ/1813م الذي عدّ قرى مصر بعد المسح الذي قام به محمد علي باشا باسم «جديدة المنزلة» ضمن قرى مديرية الدقهلية.

## السكان
حسب إحصاءات سنة 2006، بلغ إجمالي السكان في جديدة المنزلة 4761 نسمة، منهم 2457 رجل و2304 امرأة. وفي إحصاء سنة 2018م، بلغ عدد سكان القرية 6924 نسمة، منهم 3504 رجل و3420 امرأة.